# Laskownica Mała
Laskownica Mała – wieś w Polsce położona w województwie wielkopolskim, w powiecie wągrowieckim, w gminie Gołańcz na trasie linii kolejowej Kcynia-Gołańcz-Wągrowiec.
W latach 1975–1998 miejscowość położona była w województwie pilskim.
Inne miejscowości o nazwie Laskownica: Laskownica, Laskownica Wielka